# Bethesda, Gwynedd
Bethesda är en ort och community i Wales i Storbritannien.